# Steinerner Tisch (Felsen)

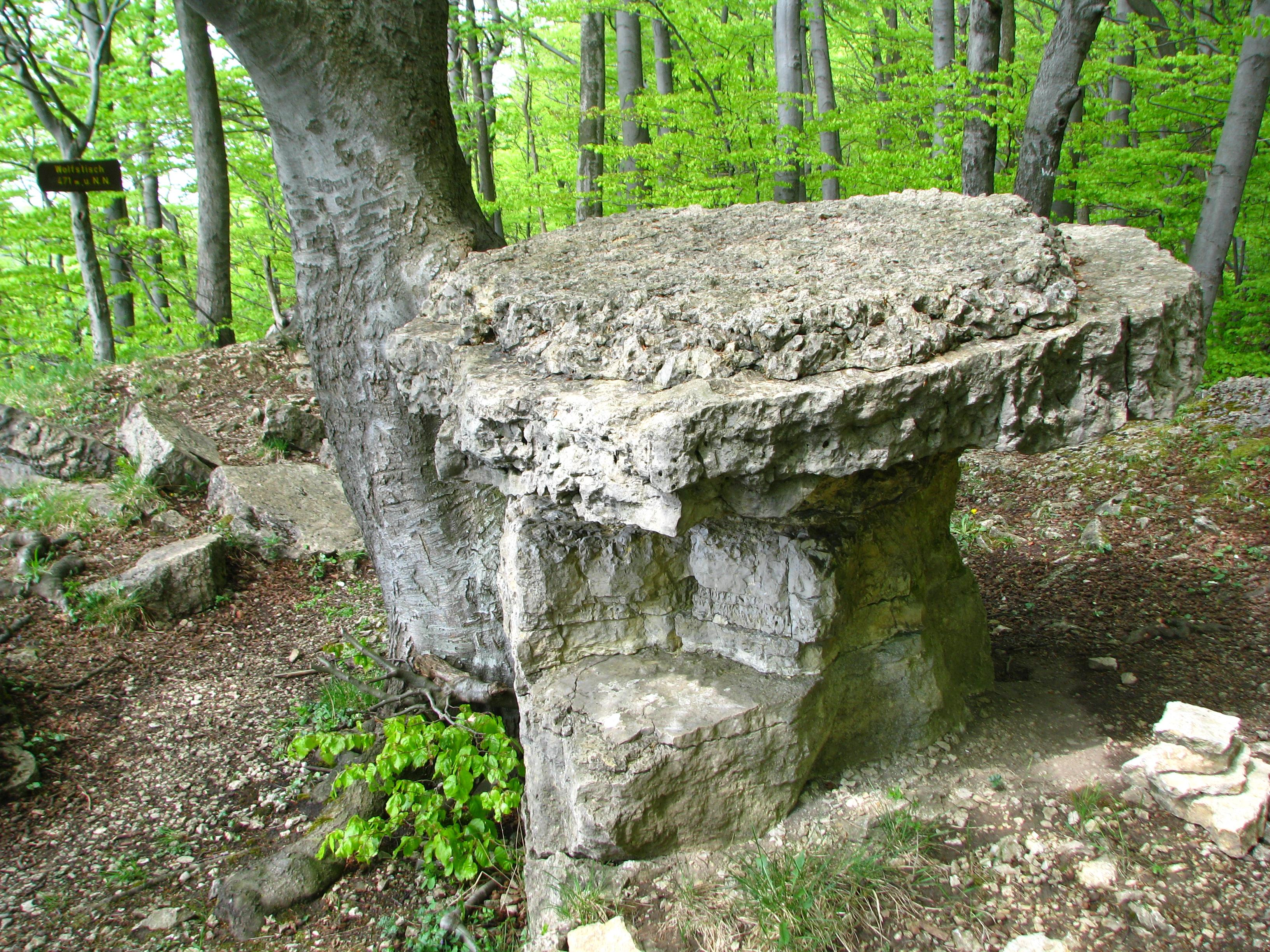
Der Wolfstisch, ein Steinerner Tisch bei Hitzelrode (Werra-Meißner-Kreis)

Als steinerner Tisch werden durch Erosion geformte tischförmige Felsen mitunter bezeichnet. Sie sind als Erosionsreste in Schichtgesteinen entstanden. Sie setzen sich aus einem Bein und der darauf lagernden Tischplatte zusammen. Die Tischplatte besteht dabei aus einem widerständigeren Gestein. Das darunter gelagerte Schichtpaket wurde stärker erodiert.
Steinerne Tische sind vom Pfälzer Wald bekannt. Ein Beispiel ist der Steinerne Tisch auf der Hohen Derst, dem höchsten Berg des Mundatwaldes. Auch der Hinterweidenthaler Teufelstisch bei Kaltenbach zählt zu den steinernen Tischen. Mit dem Wolfstisch oberhalb von Hitzelrode im Werra-Meißner-Kreis befindet sich ein steinerner Tisch auch im Muschelkalk. Ein weiteres Beispiel ist der Teufelstisch am Großen Waldstein im Fichtelgebirge.

## Beispiele
- Teufelstisch in der Fränkischen Schweiz
- Teufelstisch im Pfälzerwald
- Felstisch in den Nordvogesen bei Stürzelbronn, Lothringen